# Náströnd

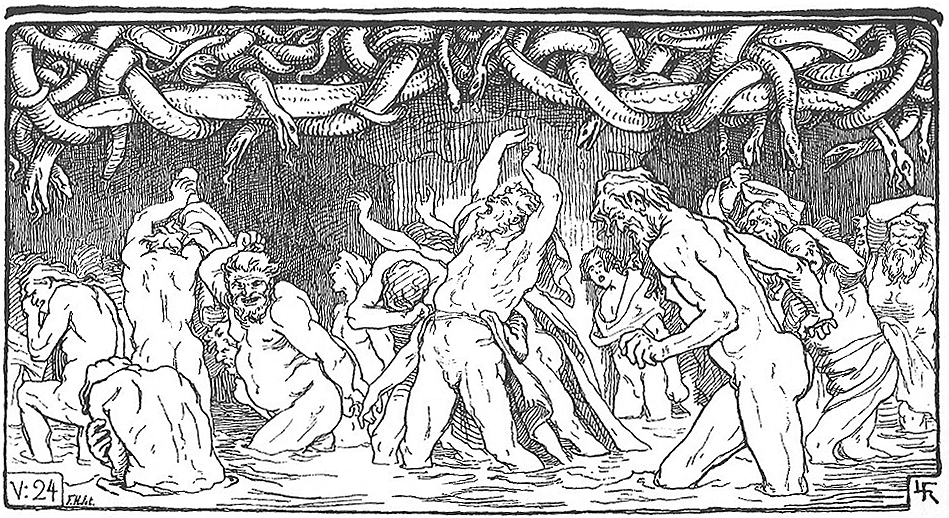
Un dessin de Náströnd (1895) de Lorenz Frølich.

Dans la mythologie nordique, Náströnd (« rive des cadavres ») est la partie septentrionale de Helheim, le royaume des morts. Dans certaines versions des textes, ce lieu est au pluriel, Nástrandir (« rives des cadavres »). Il est dit que le serpent Nídhögg y suce le sang des corps des morts, et particulièrement des parjures (le parjure est le pêché capital dans cette religion). La halle de Náströnd aurait des murs faits de serpents et leur venin coulerait à flots de sorte que les condamnés marcheraient dans un fleuve de venin.

## Völuspá
Voici les strophes 38 et 39 du poème eddique la Völuspá, qui décrivent Náströnd :
« 38.
Sal sá hon standa
sólu fjarri
Náströndu á,
norðr horfa dyrr.
Fellu eitrdropar
inn um ljóra,
sá er undinn salr
orma hryggjum.

39.
Sá hon þar vaða
þunga strauma
menn meinsvara
ok morðvarga
ok þanns annars glepr
eyrarúnu.
Þar saug Niðhöggr
nái framgengna,
sleit vargr vera —
vituð ér enn, eða hvat? »
« 38.
Elle vit se dresser une salle
Loin du soleil
À Náströnd
Portes tournées au nord ;
Des gouttes de poison
Tombent par les lucarnes,
Cette salle est tressée
D'échines de serpents.

39.
Elle y vit patauger
Dans des fleuves épais
Des hommes parjures
Et des loups criminels
Et celui qui d'autrui
Séduit la femme ;
Là, Nidhöggr,
Suçait les cadavres des trépassés.
Le loup dépeçait les hommes.
En savez-vous davantage ? — ou quoi ? »

## Edda en prose
Ce lieu est décrit dans le chapitre 52 de la partie Gylfaginning de l’Edda de Snorri en tant que demeure des morts qui existera encore après la fin du monde prophétique du Ragnarök :

« Sur les rivages des Nastrandir s'élève une halle grande et sinistre, dont les portes sont orientées au nord. Elle est entièrement tressée de dos de serpents, et leurs têtes, qui toutes sont tournées vers l'intérieur, crachent du venin, en sorte que le long de la halle coulent des fleuves de venin, dans lesquels marchent les parjures et les meurtriers. »

Suivent un extrait des deux strophes de la Völuspá citées précédemment.